# Tucano
Tucano este un oraș în statul Bahia (BA) din Brazilia.